# Дело о письмах про убийства
Дело о письмах про убийства (исл. Morðbréfamálið, устоявшегося перевода на другие языки нет) — громкий и длительный судебный процесс в Исландии  в конце XVI века.
В центре дела находились четыре письма, предъявленные в 1590 году и вменявшие Йоуну Сигмюндссону, к тому времени давно покойному, как доказательства совершения им нескольких убийств. Письма должны были стать дополнительным обоснованием того, что потомки Йоуна не могут предъявлять никаких претензий на его имущество, отнятое в начале века по суду (формально за неуплату церковной десятины) епископом Готскаульком Никулауссоном. В том судебном процессе брак Йоуна с женой был признан недействительным ввиду недопустимо близкой степени родства между ними (исл. fjórmenningar — когда супруги имеют общего прадедушку или прабабушку), поэтому их дети были объявлены незаконными.
После Реформации в Исландии большая часть церковного имущества, на которую никто не мог претендовать, становилась собственностью датского короля (так как Исландия входила тогда в состав Дании), но тем, кто мог доказать свои права на имущество, отнятое у него церковью, разрешалось подавать иски. Этим воспользовался внук Йоуна Сигмюндссона, будущий епископ Гудбрандур Торлакссон, получивший даже благословение своей матери на возвращение имущества деда, частью которого тогда владели потомки Готскаулька, Оулавюр Йоунссон и его дочь, Гюдрунар Оулавсдоуттюр. Первоначально он преуспел в этом деле, сумев к 1571 году заполучить двадцать ферм, однако в 1590 году, когда Гудбрандур планировал доказать законность своих прав на хозяйства Хольс и Бессастада, альтингу были представлены четыре письма, в которых имелись доказательства не только обоснованности подозрений Никулауссона к Сигмюндссону, но и информация о якобы совершённых последним зверских убийствах, в том числе своего брата, что бросало тень на законность обладания им всем своим богатством. Гудбрандур в ответ на них издал три так называемых «брошюры о письмах» (в 1592, 1594 и 1608 годах), в которых всячески пытался доказать их поддельность и обвинял в клевете адвоката Йоуна Йоунссона, ведшего дело; после смерти последнего в 1606 году он продолжил нападки на его преемника, Йоуна Сигюрдссона, которого в 1611 году публично обвинил в прелюбодеянии.
Дело дошло до датского короля, и Гудбрандур в 1620 году был на год отстранён от должности и приговорён к штрафу в тысячу рикисдалиров за клевету, что не помешало ему в 1624 году предпринять последнюю (завершившуюся неудачей) попытку добиться права на земли. Большую часть экземпляров напечатанных «брошюр о письмах» Гудбрандуру удалось уничтожить, и до настоящего времени сохранилось лишь несколько их экземпляров.